# José Francisco Rodrigues do Rêgo
José Francisco Rodrigues do Rêgo (* 24. Dezember 1966 in Barras, Piauí, Brasilien) ist ein brasilianischer Geistlicher und römisch-katholischer Bischof von Ipameri.

## Leben
José Francisco Rodrigues do Rêgo empfing am 13. Dezember 1992 das Sakrament der Priesterweihe.
Am 15. Mai 2019 ernannte ihn Papst Franziskus zum Bischof von Ipameri. Der emeritierte Bischof von Uruaçu, José da Silva Chaves, spendete ihm am 4. August desselben Jahres die Bischofsweihe; Mitkonsekratoren waren der Bischof von Formosa, Adair José Guimarães, und der Bischof von Teófilo Otoni, Messias dos Reis Silveira. Die Amtseinführung erfolgte am 24. August 2019.